# إشعاع

الرمز، الدولي (Radioactive Sign) لأنواع ومستويات الإشعاع المؤين المعروف بـ (النشاط الإشعاعي) غير الآمن للإنسان غير المحمي. الإشعاع، بشكل عام، موجود في جميع أنحاء الطبيعة، كما هو الحال في الضوء والصوت.

الإشعاع طاقة تطلق في شكل موجات أو جسيمات صغيرة من مادة ما، وله أشكال عديدة مثل أشعة الشمس وأشعة الضوء والأشعة السينية وأشعة غاما والإشعاع الصادر من المفاعلات النووية والضوء هو بحد ذاته إشعاع يطلقه الإلكترون المرتبط في ذرة.

## أنواع الإشعاع

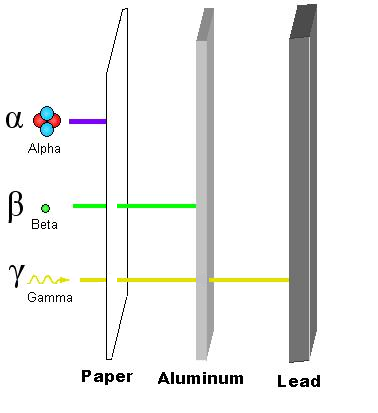
نفاذية الأشعة : أشعة ألفا تحجبها ورقة، وأشعة بيتا تحجبها شريحة من الألمونيوم، وأشعة غاما يحجبها لوح من الرصاص.

يفرق بين الإشعاع على أساس مكوناته وفعالياته.
تتكون الموجات الكهرومغناطيسية من فوتونات. وينتمي إليها الأشعة السينية والأشعة فوق البنفسجية والأشعة تحت الحمراء. والأشعة ذات طول الموجة القصير تسمى موجات ومنها موجات الراديو أو موجات الرادار، وميكروويف.
وهناك نوع آخر من الإشعاع ويسمى إشعاع جسيمات ويوجد منها العديد، مثل جسيمات ألفا وجسيمات بيتا - وجسيمات بيتا منها الإلكترون ومنها البوزيترون - كما تسمى بعضها أشعة أيونات، وهذه تكون ذرات فقدت واحدا أو أكثر من إلكتروناتها، كما توجد أشعة نيوترونات.
وهناك الإشعاع القادم من أعماق الكون مثل الأشعة الشمسية، والأشعة الكونية وإشعاع الخلفية الميكروني الكوني وأشعاع هوكينغ. كما نعرف الإشعاعات الصادرة من النشاط الإشعاعي لبعض المواد. كما تتميز بعض المناطق الجيولوجية بإصدارها للإشعاع وهذه تسمى إشعاعات أرضية، وهي ناشئة عن وجود بعض المواد المشعة في صخور تلك الأراضي.
ويبين الفحص أن الإشعاعات الصادرة من النشاط الإشعاعي لبعض المواد ما هي إلا إشعاع جسيمات مثل: جسيمات ألفا وجسيمات بيتا ومنها ما هو من نوع الموجات الكهرومغناطيسية مثل أشعة غاما.
وعندما تكون طاقة الأشعة عالية بحيث تستطيع أن تؤين الوسط الذي تمر فيه، أي تستطيع فصل إلكترونات عن ذراتها أو جزيئاتها فهذه تسمى إشعاع مؤين.
وينتمي إلى الإشعاعات المؤينة الإلكترونات والبروتونات وجسيمات ألفا وهي جميعها جسيمات ذات شحنة كهربية. كذلك تنتمي إلى الأشعة المؤينة موجات كهرومغناطيسية تحمل طاقة عالية، مثل الأشعة السينية وأشعة غاما.